# Piet van Katwijk
Piet van Katwijk (Cuijk, 24 febbraio 1950 – 's-Hertogenbosch, 27 febbraio 2025) è stato un ciclista su strada olandese professionista dal 1972 al 1983.

## Carriera
Tra le sue vittorie vi sono il Tour of Britain (1973) e l'Acht van Chaam (1974), nonché tappe in corse quali il Giro di Svizzera (1976), Giro del Belgio (1976),  e Giro del Lussemburgo (1977). Per quanto riguarda le classiche, i suoi risultati più prestigiosi sono stati i 2 secondi posti alla Gand-Wevelgem, nel 1977 e nel 1980.
Anche i suoi fratelli, Jan van Katwijk e Fons van Katwijk sono stati ciclisti professionisti.

## Palmares
- 1972

3ª tappa Giro dell'Austria
5ª tappa Giro dell'Austria
- 1973

Classifica generale Tour of Britain
Romsée-Stavelot-Romsée
- 1976

5ª tappa Giro del Belgio
10ª tappa Giro di Svizzera
- 1977

2ª tappa Giro del Lussemburgo
2ª tappa Giro dei Paesi Bassi

## Piazzamenti

### Grandi Giri
- Tour de France

1974: 102°
1976: ritirato
1977: ritirato
- Vuelta a España

1975: ritirato